# Jean-Baptiste Brusset
Pour les articles homonymes, voir Brusset.
Jean-Baptiste Brusset (né le 7 février 1839 à Charcenne (Haute-Saône) et mort le 8 août 1896 au Château de Marnay) est un sénateur français de 1891 à sa mort, également vice-président du Conseil général de la Haute-Saône et maire de Marnay.
Il fut président des notaires des départements et notaire honoraire à Besançon.

## Biographie
Jean-Baptiste Brusset fut sénateur de la Haute-Saône de 1891 à 1896. Neveu de Claude Joseph Lambert Brusset, député de la Haute-Saône à trois reprises entre 1815 et 1827, Jean-Baptiste Brusset se distingua par une carrière brillante dans le droit. Diplômé de la Faculté de droit de Dijon en 1861, il devint notaire à Besançon en 1876 et présida ensuite la Chambre des notaires de France, reconnu pour son intégrité, son sens du devoir et ses compétences élevées.
Il s'engagea en politique en tant que maire de Marnay et fut élu conseiller général du canton en 1875. En 1893, il fut nommé vice-président de l'Assemblée départementale. Grâce à sa grande estime auprès de ses pairs et à sa maîtrise des affaires juridiques et politiques, il fut élu sénateur lors des élections de 1891, avec une majorité confortable au premier tour (749 voix sur 862). Il participa à plusieurs commissions spécialisées, et se distingua en présidant la Commission relative aux ventes et échanges d'animaux domestiques en 1895.
En 1893, il rapporta une proposition de loi visant à corriger et compléter la législation sur les indemnités liées aux assurances. Brusset, cependant, ne put mener à bien son mandat sénatorial, décédant prématurément à 57 ans. Lors de son éloge funèbre, le 27 octobre 1896, le Président Émile Loubet salua « un homme modeste, profondément dévoué aux intérêts de son pays et aux idées républicaines, laissant le souvenir d’un excellent collègue. »
Il fut à l'origine de la création des coopératives laitières en France, inspirées du modèle suisse qu’il étudia avec rigueur.

### Famille
Jean-Baptiste Brusset est le grand-père de Max Brusset (homme politique) et de Louis Brusset (officier et explorateur).

## Sources
- « Jean-Baptiste Brusset », dans le Dictionnaire des parlementaires français (1889-1940), sous la direction de Jean Jolly, PUF, 1960 [détail de l’édition]